# Мербіш-ам-Зее
Мербіш-ам-Зее (нім. Mörbisch am See) — політична громада в політичному окрузі Айзенштадт-Умгебунг федеральної землі Бургенланд, в Австрії.
Мербіш-ам-Зее лежить на висоті  122 м над рівнем моря і займає площу  28,5 км². Громада налічує 2288 мешканців. 
Густота населення 80/км².  
|                                        |
| Мербіш-ам-Зее на мапі округу та землі. |

 Адреса управління громади: Hauptstraße 22, 7072 Mörbisch am See. 

## Демографія
Історична динаміка населення громади за даними сайту Statistik Austria

## Виноски
1. ↑  Dauersiedlungsraum der Gemeinden Politischen Bezirke und Bundesländer - Gebietsstand 1.1.2018 — Статистичне управління Австрії.
2. ↑  Статистичне управління Австрії Bevölkerung am 1.1.2021 nach Ortschaften (Gebietsstand 1.1.2021)
3. ↑  www.moerbisch.com. Архів оригіналу за 24 січня 2017. Процитовано 6 липня 2021.
4. ↑  Gemeindedaten von Mörbisch am See. Архів оригіналу за 28 березня 2013. Процитовано 29 жовтня 2013.

| Австрія | Це незавершена стаття з географії Австрії. Ви можете допомогти проєкту, виправивши або дописавши її. |